# Cochlostoma anomphale
Cochlostoma anomphale is een slakkensoort uit de familie van de Megalomastomatidae. De wetenschappelijke naam van de soort is voor het eerst geldig gepubliceerd in 1939 door Boeckel.